# 행렬식
선형대수학에서 행렬식(行列式, 영어: determinant 디터미넌트[*])은 정사각 행렬에 스칼라를 대응시키는 함수의 하나이다. 실수 정사각 행렬의 행렬식의 절댓값은 그 행렬이 나타내는 선형 변환이 초부피를 확대시키는 배수를 나타내며, 행렬식의 부호는 방향 보존 여부를 나타낸다.

## 정의
가환환 {\displaystyle K} 위의 {\displaystyle n\times n} 정사각 행렬 {\displaystyle M\in \operatorname {Mat} (n;K)}의 행렬식 {\displaystyle \det M\in K}는
{\displaystyle \det M=\det {\begin{pmatrix}M_{11}&M_{12}&\cdots &M_{1n}\\M_{21}&M_{22}&\cdots &M_{2n}\\\vdots &\vdots &&\vdots \\M_{n1}&M_{n2}&\cdots &M_{nn}\\\end{pmatrix}}}
또는
{\displaystyle |M|={\begin{vmatrix}M_{11}&M_{12}&\cdots &M_{1n}\\M_{21}&M_{22}&\cdots &M_{2n}\\\vdots &\vdots &&\vdots \\M_{n1}&M_{n2}&\cdots &M_{nn}\\\end{vmatrix}}}
으로 표기하며, 다음 방법들을 통하여 정의할 수 있다.

### 다중 선형 형식을 통한 정의
행렬식은 행 또는 열에 대한 표준적인 교대 다중 선형 형식으로 정의할 수 있다.
가환환 {\displaystyle K} 위의 {\displaystyle n\times n} 정사각 행렬의 {\displaystyle K}-가군을 행벡터를 통하여 다음과 같이 나타내자.
{\displaystyle \operatorname {Mat} (n;K)\cong \underbrace {K^{\oplus n}\oplus \cdots \oplus K^{\oplus n}} _{n}}
즉, 행렬 {\displaystyle M}은 행벡터 {\displaystyle u_{i}=(M_{i1},\dotsc ,M_{in})}의 튜플 {\displaystyle (\mathbf {u} _{1},\dotsc ,\mathbf {u} _{n})}으로 여기자.
가환환 {\displaystyle K} 위의 {\displaystyle n\times n} 정사각 행렬의 {\displaystyle K}-가군 {\displaystyle \operatorname {Mat} (n;K)} 위의 행렬식 {\displaystyle \det \colon \operatorname {Mat} (n;K)\to K}는 단위 행렬에서의 값이 1인 유일한 교대 {\displaystyle K}-다중 선형 형식이다. 즉, 다음 세 조건을 만족시키는 유일한 함수이다.
- ㈀ {\displaystyle K}-다중 선형 형식이다. 즉, 임의의 {\displaystyle i\in \{1,\dotsc ,n\}} 및 행벡터 {\displaystyle \mathbf {u} _{1},\dotsc ,\mathbf {u} _{i},\mathbf {v} _{i},\dotsc ,\mathbf {v} _{n}\in K^{\oplus n}} 및 스칼라 {\displaystyle a,b\in K}에 대하여, {\displaystyle \det(\mathbf {u} _{1},\dotsc ,a\mathbf {u} _{i}+b\mathbf {v} _{i},\dotsc ,\mathbf {u} _{n})=a\det(\mathbf {u} _{1},\dotsc ,\mathbf {u} _{n})+b\det(\mathbf {u} _{1},\dotsc ,\mathbf {v} _{i},\dotsc ,\mathbf {u} _{n})}
- ㈁ 교대 {\displaystyle K}-다중 선형 형식이다. 즉, 임의의 {\displaystyle i,j\in \{1,\dotsc ,n\}} 및 행벡터 {\displaystyle \mathbf {u} _{1},\dotsc ,\mathbf {u} _{n}\in K^{\oplus n}}에 대하여, 만약 {\displaystyle \mathbf {u} _{i}=\mathbf {u} _{j}}를 만족하는 {\displaystyle i\neq j}가 존재한다면, {\displaystyle \det(\mathbf {u} _{1},\dotsc ,\mathbf {u} _{n})=0}
- ㈂ 단위 행렬 {\displaystyle (\mathbf {e} _{1},\dotsc ,\mathbf {e} _{n})\in (K^{\oplus n})^{\oplus n}}의 행렬식은 {\displaystyle \det(\mathbf {e} _{1},\dotsc ,\mathbf {e} _{n})=1}이다.

조건 ㈀ 아래, 조건 ㈁은 다음 조건을 함의하며, 만약 {\displaystyle K}가 표수가 2가 아닌 체일 경우 조건 ㈁은 이 조건과 동치이다.
- ㈁’ 임의의 {\displaystyle i\in \{1,\dotsc ,n-1\}} 및 행벡터 {\displaystyle \mathbf {u} _{1},\dotsc ,\mathbf {u} _{n}\in K^{\oplus n}}에 대하여, {\displaystyle \det(u_{1},\dotsc ,\mathbf {u} _{i+1},\mathbf {u} _{i},\dotsc ,\mathbf {u} _{n})=-\det(\mathbf {u} _{1},\dotsc ,\mathbf {u} _{n})}이다. 즉, 1회 열 교환을 한 행렬의 행렬식은 부호가 바뀐다.

조건 ㈁’은 {\displaystyle i,i+1} 대신 {\displaystyle i,j} ({\displaystyle i\neq j})를 사용한 조건과 동치이다. 또한, 조건 ㈁ 아래, 조건 ㈀은 그 {\displaystyle i=1}인 경우와 동치이다.
마찬가지로, 행렬식은 열벡터를 사용하여 같은 조건으로 정의할 수 있으며, 이는 위 정의와 동치이다.

### 다항식 정의
행렬식은 행렬의 성분에 대한 특수한 다항식으로서 정의할 수 있다.
가환환 {\displaystyle K} 위의 {\displaystyle n\times n} 정사각 행렬 {\displaystyle M\in \operatorname {Mat} (n;K)}의 행렬식은 다음과 같다 (라이프니츠 공식, 영어: Leibniz formula).
{\displaystyle \det M=\sum _{\sigma \in \operatorname {Sym} (n)}\operatorname {sgn} \sigma \prod _{i=1}^{n}M_{i,\sigma (i)}}
여기서
- {\displaystyle \operatorname {Sym} (n)}은 {\displaystyle \{1,\dotsc ,n\}}의 순열의 집합이다.
- {\displaystyle \operatorname {sgn} \sigma }는 순열의 부호수이다. 즉, {\displaystyle \sigma }가 짝순열일 경우 1, 홀순열일 경우 −1이다.

등식의 우변은 {\displaystyle n!}개 항을 갖는 {\displaystyle n}차 동차 다항식이며, {\displaystyle n\geq 2}일 경우 반은 더하는 항, 반은 빼는 항이다.

### 재귀적 정의
행렬식은 행 또는 열에 대한 라플라스 전개를 통해 작은 크기의 행렬부터 시작하여 재귀적으로 정의할 수 있다.
가환환 {\displaystyle K} 위의 정사각 행렬 {\displaystyle M\in \operatorname {Mat} (n;K)}에 대하여, {\displaystyle M}의 {\displaystyle i}번째 행과 {\displaystyle j}번째 열을 제거한 부분 행렬을 {\displaystyle M_{n\setminus i,n\setminus j}}로 표기하자.
가환환 {\displaystyle K} 위의 정사각 행렬 {\displaystyle M\in \operatorname {Mat} (n;K)}의 행렬식은 다음과 같다.
{\displaystyle \det {\begin{pmatrix}\end{pmatrix}}=1}
{\displaystyle {\begin{aligned}\det M&=\sum _{j=1}^{n}(-1)^{i+j}M_{ij}\det(M_{n\setminus i,n\setminus j})\\&=(-1)^{i+1}M_{ij}\det(M_{n\setminus i,n\setminus 1})+(-1)^{i+2}M_{ij}\det(M_{n\setminus i,n\setminus 2})+\cdots +(-1)^{i+n}M_{ij}\det(M_{n\setminus i,n\setminus n})\end{aligned}}}
이는 모든 행 {\displaystyle i\in \{1,\dotsc ,n\}}에 대하여 같은 함수를 정의하며, 다른 정의들과 동치이다. 마찬가지로, 열 {\displaystyle j\in \{1,\dotsc ,n\}}에 대한 라플라스 전개를 사용하여 정의할 수도 있다.

## 성질

### 항등식
가우스 소거법은 정사각행렬을 일련의 기본행연산을 통해 상삼각행렬로 변환한다. 행렬식의 선형성과 교대성에 따라, 기본행연산은 행렬식을 보고 알아낼 수 있는 배수만큼 변화시킨다. 또한, 상삼각행렬의 행렬식은 자명하게 모든 대각항의 곱이다. 따라서, 가우스 소거법을 통해 행렬식을 계산할 수 있다.
가환환 {\displaystyle K} 위의 {\displaystyle n\times n} 정사각 행렬 {\displaystyle M,N\in \operatorname {Mat} (n;K)}에 대하여, 다음 항등식들이 성립한다.
- {\displaystyle \det(1_{n\times n})=1}
- {\displaystyle \det(MN)=\det M\det N}
- 스칼라 {\displaystyle a\in K}에 대하여, {\displaystyle \det(aM)=a^{n}\det M}
- 만약 {\displaystyle M}이 가역 행렬일 경우, {\displaystyle \det M^{-1}=(\det M)^{-1}}
- {\displaystyle \det(M^{\top })=\det M}
- 만약 {\displaystyle K=\mathbb {C} }가 복소수체일 경우, {\displaystyle \det(M^{*})={\overline {\det M}}}

특히, 행렬식 {\displaystyle \det \colon \operatorname {Mat} (n;K)\to K}는 환 준동형이며, 일반적으로 {\displaystyle K}-결합 대수 준동형이 아니다.

### 점화식
가환환 {\displaystyle K} 위의 {\displaystyle n\times n} 정사각 행렬 {\displaystyle M\in \operatorname {Mat} (n;K)} 및 행의 집합 {\displaystyle I\subseteq \{1,\dotsc ,n\}}에 대하여, 행렬식은 다음과 같은 점화식을 갖는다.
{\displaystyle \det M=\sum _{\scriptstyle J\subseteq \{1,\dotsc ,n\} \atop \scriptstyle |I|=|J|}(-1)^{\sum I+\sum J}\det(A_{I,J})\det(A_{n\setminus I,n\setminus J})}
마찬가지로, 열의 집합 {\displaystyle J\subseteq \{1,\dotsc ,n\}}에 대한 점화식은 다음과 같다.
{\displaystyle \det M=\sum _{\scriptstyle I\subseteq \{1,\dotsc ,n\} \atop \scriptstyle |I|=|J|}(-1)^{\sum I+\sum J}\det(A_{I,J})\det(A_{n\setminus I,n\setminus J})}

### 다중선형대수학
가환환 {\displaystyle K}에 대하여, 교대 다중 선형 형식 {\displaystyle \operatorname {Mat} (n;K)\to K}의 집합은 1차원 {\displaystyle K}-자유 가군을 이루며, 행렬식은 이 {\displaystyle K}-자유 가군의 한 기저를 이룬다. 즉, 모든 교대 다중 선형 형식 {\displaystyle \operatorname {Mat} (n;K)\to K}는 다음과 같은 꼴로 유일하게 나타낼 수 있다.
{\displaystyle a\det }
{\displaystyle a\in K}

### 가역성과의 관계
가환환 {\displaystyle K} 위의 {\displaystyle n\times n} 정사각 행렬 {\displaystyle M\in \operatorname {Mat} (n;K)}에 대하여, 가역 행렬은 행렬식이 {\displaystyle K}의 가역원인 것과 동치이다. 특히, 만약 {\displaystyle K}가 체일 경우, 가역 행렬은 행렬식이 0이 아닌 것과 동치이다.

### 크라메르 공식
가환환 {\displaystyle K} 위의 {\displaystyle n\times n} 정사각 행렬 {\displaystyle M\in \operatorname {Mat} (n;K)}에 대하여, 연립 일차 방정식 {\displaystyle Mx=b}의 해 {\displaystyle x\in M^{-1}(b)\subseteq K^{n}}은
{\displaystyle x_{i}\det M=\det {\begin{pmatrix}M_{-,1}&\cdots &M_{-,i-1}&b&M_{-,i+1}&\cdots M_{-,n}\end{pmatrix}}}
을 만족시킨다. (여기서 {\displaystyle M_{-,j}}는 {\displaystyle M}의 {\displaystyle j}번째 열이다.) 특히, 만약 {\displaystyle M}이 가역 행렬일 경우, 그 유일한 해는
{\displaystyle x_{i}=(\det M)^{-1}\det {\begin{pmatrix}M_{-,1}&\cdots &M_{-,i-1}&b&M_{-,i+1}&\cdots M_{-,n}\end{pmatrix}}\qquad (i\in \{1,\dotsc ,n\})}
이다.

### 고윳값과의 관계
체 {\displaystyle K} 위의 정사각 행렬 {\displaystyle M\in \operatorname {Mat} (n;K)}의 행렬식은 (중복도를 감안한) 모든 고윳값의 곱이자 특성 다항식의 상수항이다.
{\displaystyle \det M=\lambda _{1}\cdots \lambda _{n}}

### 측도론적 성질
실수 정사각 행렬 {\displaystyle M\in \operatorname {Mat} (n;\mathbb {R} )}에 대하여, 실수 선형 변환
{\displaystyle \mathbb {R} ^{n}\to \mathbb {R} ^{n}}
{\displaystyle x\mapsto Mx}
가 가측 집합 {\displaystyle S\subseteq \mathbb {R} ^{n}}의 초부피를 확대시키는 배수는 행렬식의 절댓값 {\displaystyle |{\det M}|}이다.
보다 일반적으로, 실수 행렬 {\displaystyle M\in \operatorname {Mat} (m,n;\mathbb {R} )}에 대하여, 실수 선형 변환
{\displaystyle \mathbb {R} ^{n}\to \mathbb {R} ^{m}}
{\displaystyle x\mapsto Mx}
가 가측 집합 {\displaystyle S\subseteq \mathbb {R} ^{n}}의 {\displaystyle n}차원 초부피를 확대시키는 배수는
{\displaystyle {\sqrt {\det(A^{\top }A)}}}
이다.

## 예

### 작은 크기의 행렬

사뤼스 도식. 세 실선은 더하는 항, 세 점선은 빼는 항에 대응한다.

0×0, 1×1, 2×2, 3×3, 4×4 행렬의 행렬식은 각각 1, 1, 2, 6, 24개의 항을 갖는 다항식으로 나타낼 수 있으며, 이는 다음과 같다.
{\displaystyle {\begin{vmatrix}\;\end{vmatrix}}=1}
{\displaystyle {\begin{vmatrix}a\end{vmatrix}}=a}
{\displaystyle {\begin{vmatrix}a&b\\c&d\end{vmatrix}}=ad-bc}
{\displaystyle {\begin{vmatrix}a&b&c\\d&e&f\\g&h&i\end{vmatrix}}=aei+bfg+cdh-ceg-bdi-afh}
{\displaystyle {\begin{array}{l}{\begin{vmatrix}a&b&c&d\\e&f&g&h\\i&j&k&l\\m&n&o&p\end{vmatrix}}\\\quad {}=afkp-aflo-agjp+agln+ahjo-ahkn\\\quad \quad {}-bekp+belo+bgip-bglm-bhio+bhkm\\\quad \quad \quad {}+cejp-celn-cfip+cflm+chin-chjm\\\quad \quad \quad \quad {}-dejo+dekn+dfio-dfkm-dgin+dgjm\end{array}}}
3×3 행렬의 행렬식 공식은 사뤼스 도식(영어: Sarrus’ scheme)을 통해 기억할 수 있다. 즉, 3×3 행렬의 행렬식은 첫 번째와 두 번째 열을 행렬의 오른쪽에 옮겨 적었을 때, 첫 행의 세 성분을 지나는 대각선의 위의 원소의 곱의 합과 마지막 행의 세 성분을 지나는 대각선 위의 원소의 곱의 합 사이의 차와 같다. 그러나 이는 4×4 이상의 행렬에서 더 이상 성립하지 않는다.
실수 3×3 행렬의 행렬식은 그 행벡터 또는 열벡터의 스칼라 삼중곱과 같다. 즉, 이는 행벡터 또는 열벡터로 구성된 평행 육면체의 부피를 절댓값으로 하며, 방향을 보존할 경우 양수, 반전시킬 경우 음수가 된다. 반대로, 실수 3차원 벡터의 스칼라 삼중곱은 정규 직교 기저에 대한 좌표 성분에 대한 3×3행렬식과 같다.

### 삼각 행렬
가환환 {\displaystyle K} 위의 삼각 행렬 {\displaystyle M\in \operatorname {Mat} (n;K)}의 행렬식은 대각 성분들의 곱이다.
{\displaystyle \det M=M_{11}\cdots M_{nn}}
특히, 대각 행렬의 행렬식은 대각 성분들의 곱이다.

### 방데르몽드 행렬
가환환 {\displaystyle K} 위의 방데르몽드 행렬
{\displaystyle M={\begin{pmatrix}1&1&1&\cdots &1\\x_{1}&x_{2}&x_{3}&\cdots &x_{n}\\x_{1}^{2}&x_{2}^{2}&x_{3}^{2}&\cdots &x_{n}^{2}\\\vdots &\vdots &\vdots &&\vdots \\x_{1}^{n-1}&x_{2}^{n-1}&x_{3}^{n-1}&\cdots &x_{n}^{n-1}\end{pmatrix}}\in \operatorname {Mat} (n;K)}
의 행렬식은
{\displaystyle \det M=\prod _{i<j}(x_{j}-x_{i})}
이다.

## 역사
역사적으로 행렬식은 행렬보다 앞서 등장하였다. 행렬식은 원래는 연립 선형방정식의 성질을 결정하기 위해 정의되었고, 행렬식의 영어 이름 "디터미넌트"(영어: determinant)는 "디터민"(영어: determine)(결정하다)에서 유래하였다. 행렬식이 0이 아닌지 여부는 연립방정식이 유일한 해를 갖는지를 결정한다. 16세기에 지롤라모 카르다노가 {\displaystyle 2\times 2} 행렬식을, 17세기에는 고트프리트 라이프니츠가 일반적인 행렬식의 크기를 정의하였다.

## 같이 보기
- 퍼머넌트
- 파피안
- 판별식

## 참고 문헌
1. ↑  Lang, Serge (2002). 《Algebra》. Graduate Texts in Mathematics (영어) 211 개정 3판. New York, NY: Springer. doi:10.1007/978-1-4613-0041-0. ISBN 978-1-4612-6551-1. ISSN 0072-5285. MR 1878556. Zbl 0984.00001.

- Axler, Sheldon Jay (1997), 《Linear Algebra Done Right》 2판, Springer-Verlag, ISBN 0-387-98259-0
- de Boor, Carl (1990), “An empty exercise” (PDF), 《ACM SIGNUM Newsletter》 25 (2): 3–7, doi:10.1145/122272.122273, S2CID 62780452.
- Lay, David C. (2005년 8월 22일), 《Linear Algebra and Its Applications》 3판, Addison Wesley, ISBN 978-0-321-28713-7
- Meyer, Carl D. (2001년 2월 15일), 《Matrix Analysis and Applied Linear Algebra》, Society for Industrial and Applied Mathematics (SIAM), ISBN 978-0-89871-454-8, 2009년 10월 31일에 원본 문서에서 보존된 문서
- Muir, Thomas (1960) [1933], 《A treatise on the theory of determinants》, Revised and enlarged by William H. Metzler, New York, NY: Dover
- Poole, David (2006), 《Linear Algebra: A Modern Introduction》 2판, Brooks/Cole, ISBN 0-534-99845-3
- G. Baley Price (1947) "Some identities in the theory of determinants", American Mathematical Monthly 54:75–90 틀:Mr
- Horn, R. A.; Johnson, C. R. (2013), 《Matrix Analysis》 2판, Cambridge University Press, ISBN 978-0-521-54823-6
- Anton, Howard (2005), 《Elementary Linear Algebra (Applications Version)》 9판, Wiley International
- Leon, Steven J. (2006), 《Linear Algebra With Applications》 7판, Pearson Prentice Hall